# Vallesa de la Guareña
Vallesa de la Guareña ist ein nordwestspanischer Ort und eine Gemeinde (municipio) mit nur noch 68 Einwohnern (Stand: 2024) im Süden der Provinz Zamora in der Autonomen Gemeinschaft Kastilien-León. 

## Lage und Klima
Vallesa de la Guareña liegt am Rand der Kastilischen Hochebene (Meseta Iberica) in einer Höhe von ca. 765 m. Die Provinzhauptstadt Zamora ist gut 51 km (Fahrtstrecke) in nordwestlicher Richtung entfernt; bis nach Salamanca sind es gut 31 Kilometer in südwestlicher Richtung. Das gemäßigte Kontinentalklima wird nur selten vom Atlantik beeinflusst; Regen (ca. 444 mm/Jahr) fällt vorwiegend im Winterhalbjahr.

## Bevölkerungsentwicklung
| Jahr      | 1970 | 1981 | 1991 | 2001 | 2011 | 2021 |
| Einwohner | 518  | 280  | 211  | 171  | 121  | 78   |

## Sehenswürdigkeiten
- Johannes-der-Täufer-Kirche (Iglesia de San Juan Bautista)

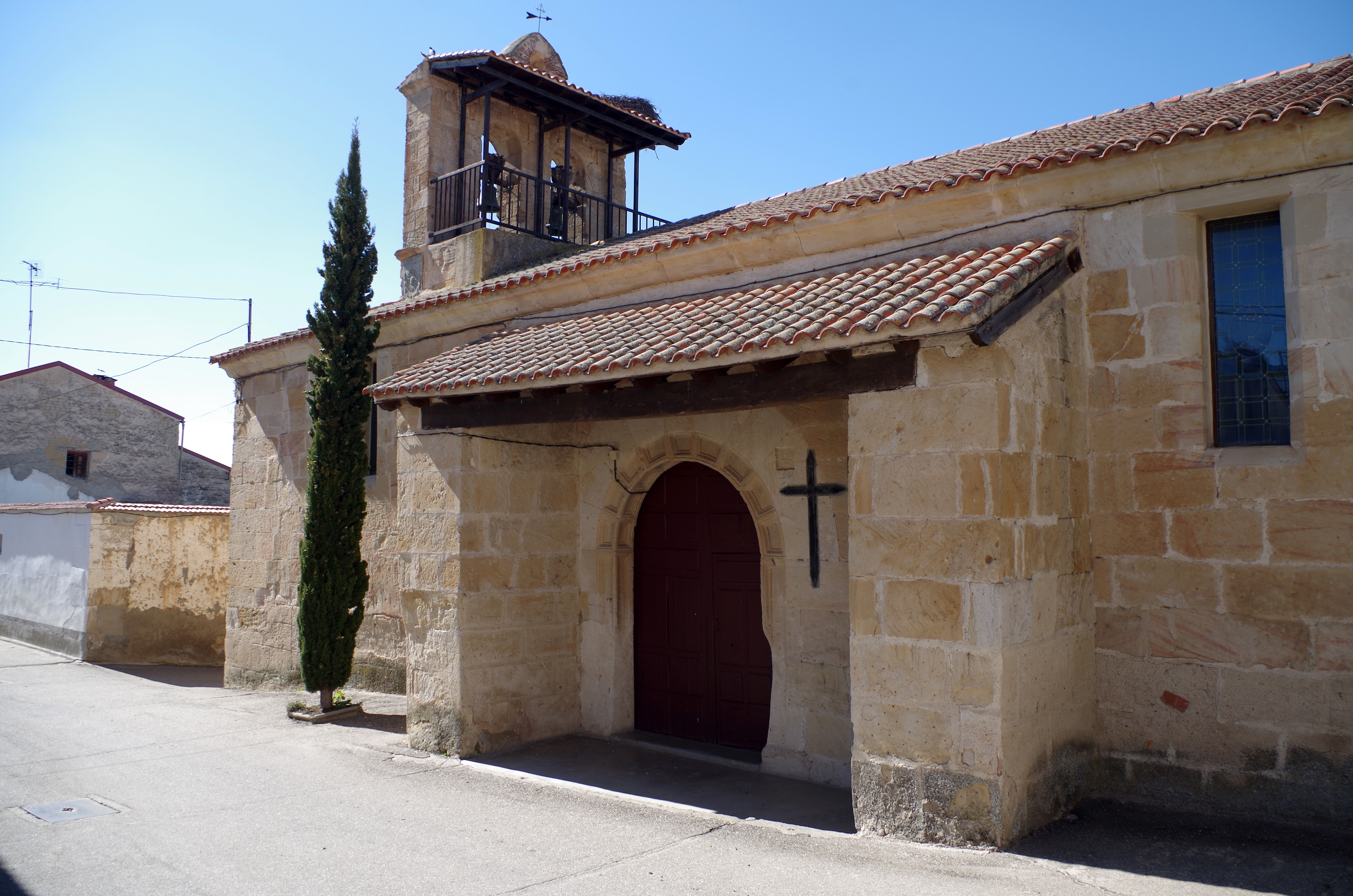
Johannes-der-Täufer-Kirche
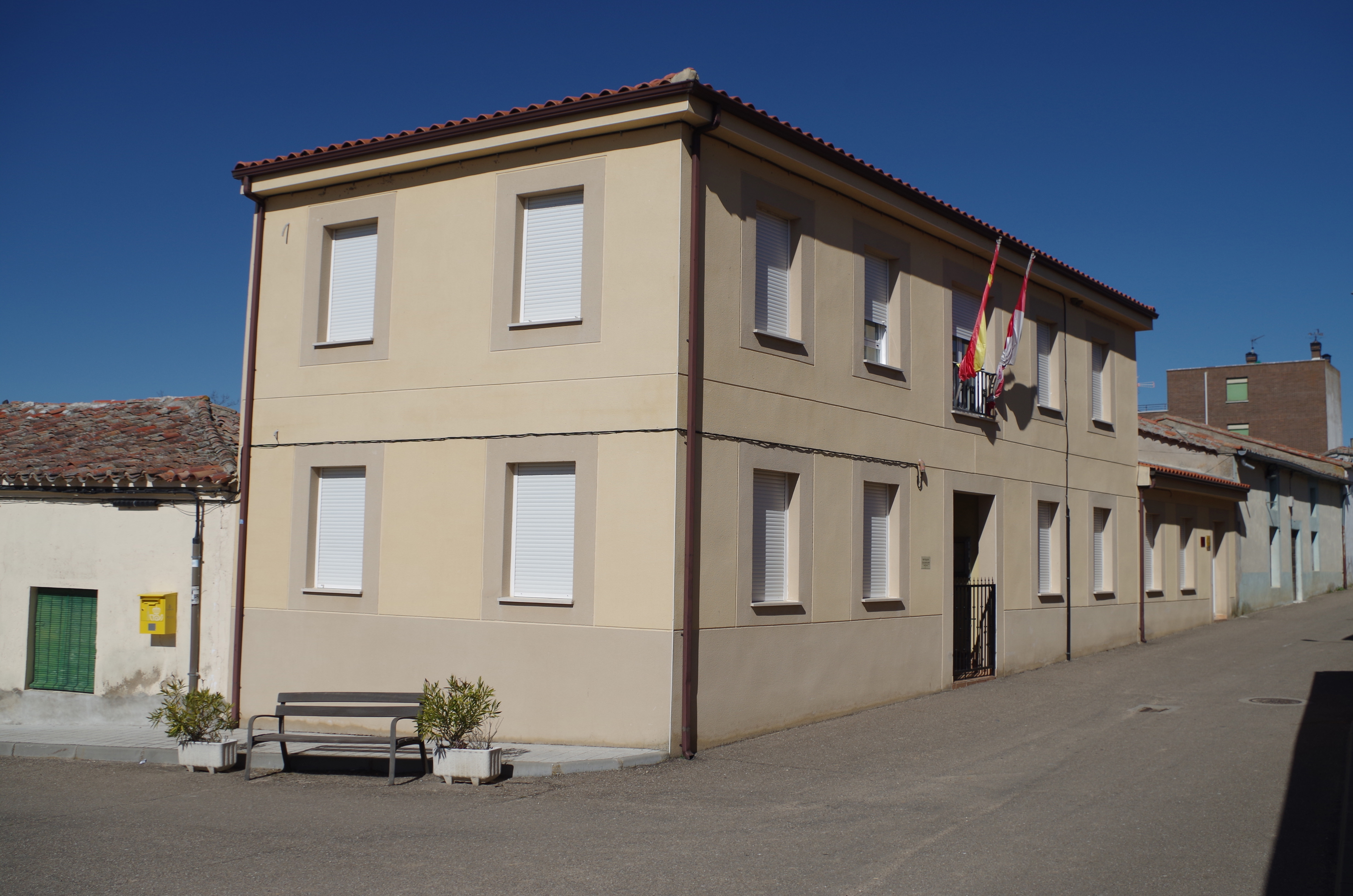
Rathaus